# Stade Auguste-Bonal
Das Stade Auguste-Bonal ist ein Fußballstadion in der französischen Stadt Montbéliard. Der FC Sochaux-Montbéliard trägt hier seit 1931 seine Heimspiele aus.

## Geschichte

### Das alte Stadion
Drei Jahre nach der Gründung des Vereins beschlossen der FC Sochaux-Montbéliard und der Autohersteller Peugeot ein neues Stadion zu bauen. Es wurde neben der Autofabrik errichtet. Bei der Eröffnung am 11. November 1931 trug es den Namen Stade de la Forge und hatte 12.500 Plätze.
Im Juli 1945 bekam die Spielstätte ihren heutigen Namen. Benannt nach dem Sportdirektor des FC Sochaux-Montbéliard Auguste Bonal, der im Zweiten Weltkrieg ermordet wurde. Nach dem Weltkrieg verfiel das Stadion immer mehr. 1957 wurde eine Flutlichtanlage errichtet. In den folgenden Jahrzehnten passierte wenig.
Der Zuschauerrekord stammt vom 16. Mai 1976, als die AS Saint-Étienne vor 20.886 Zuschauern zu Gast waren. In den letzten Jahren war das Stadion wegen Sicherheits- und Komfortmängeln nur noch für einige Tausend Menschen zugelassen.

### Das neue Stadion
1998 begann man die Arena Tribüne für Tribüne abzureißen und umzubauen, damit der Spielbetrieb weiter fortgesetzt werden konnte. Die Kapazität wuchs von anfänglich 7000 über 9000 und 13.000 auf bis zur Fertigstellung 20.000 Sitzplätze. Die Leichtathletikanlage wurde entfernt, damit die Fans dicht am Spielfeld sitzen können. Die Ränge des Stadions sind komplett überdacht. Das Spielfeld besitzt einen Hybridrasen und eine Rasenheizung. Das Stade Auguste-Bonal war das erste Stadion in Frankreich mit einem Spielfeld aus Naturrasen mit Kunstrasenfasern.
Nach 35 Monaten Bauzeit und der Finanzierung durch das Pays de Montbéliard Agglomération, das Département Doubs und den Städten Montbéliard und Sochaux wurde das neue Stadion im Juli 2000 wiedereröffnet. Das erste offizielle Spiel in der neuen Arena war das Spiel um die Trophée des Champions am 22. Juli 2000 zwischen der AS Monaco und dem FC Nantes. Die Partie endete mit 5:4 nach Elfmeterschießen für Monaco.